# Tiroteo en la escuela secundaria Raumanmeri
El Tiroteo en la escuela secundaria Raumanmeri tuvo lugar en la escuela secundaria Raumanmeri de Rauma el 25 de enero de 1989. Fue el primer tiroteo escolar de la historia de Finlandia. El autor fue un estudiante de 14 años que disparó a dos compañeros con una pistola en plena clase. Las dos víctimas eran niños y murieron a consecuencia de las heridas ese mismo día. Una de las víctimas tenía 15 años y la otra 14.

## Eventos
El asesinato tuvo lugar en plena apertura de la jornada, hacia las 8 de la mañana. Según sus compañeros, el perpetrador sacó una pistola de su mochila y disparó a su primera víctima desde su pupitre. La segunda víctima cayó al suelo e intentó protegerse con su mochila, cuando el autor le atravesó de un disparo. El tirador también intentó matar a un tercer estudiante, pero éste esquivó la bala al caer. Ambas víctimas fueron trasladadas al hospital, pero no se pudo hacer nada por salvarlas.
El tirador había llevado el arma de casa al colegio sin que sus padres lo supieran.
El perpetrador huyó del lugar, pero fue capturado en una zona boscosa cercana al pueblo de Hankkila, en Eurajoki, hacia las 17:00 horas del mismo día. Según la policía, el autor se había equipado con un saco de dormir y dos bicicletas para su huida, pero no había planeado una ruta de escape ni un escondite a largo plazo. La búsqueda del perpetrador se complicó por el hecho de que a otros alumnos de la escuela se les había permitido volver a casa antes de que fuera capturado, y los escolares que coincidían con la descripción del sospechoso se movían por la ciudad.

## Procedimientos judiciales
Como el autor de los disparos era menor de edad, el caso fue manejado en la corte a puerta cerrada. El Raastuvanoikeus dictó sentencia a finales de febrero de 1990. Como el perpetrador era menor de 15 años, no se le consideró penalmente responsable de sus actos. Sin embargo, fue condenado a pagar un total de 112.000 FIM por daños y perjuicios a las familias de las víctimas y a los dos alumnos que sobrevivieron al tiroteo, así como 20.000 FIM por costas judiciales. Se consideró que el crimen había sido premeditado, ya que el autor había declarado durante los interrogatorios que había planeado matar a sus compañeros de clase, que habían sido tiroteados un año antes, y que había planeado de antemano su ruta de huida. Según una evaluación de salud mental, el tirador había actuado en un "estado psicológicamente perturbado".
Los padres de los fallecidos en el tiroteo y de dos alumnos que sobrevivieron al tiroteo reclaman al autor del tiroteo y a sus padres un total de más de 500 000 FIM en concepto de daños y perjuicios por angustia emocional. El tribunal rechazó las demandas por no estar basadas en la legislación vigente. Según el tribunal, no se había probado que el autor del tiroteo hubiera tenido la intención de causar a los padres de las víctimas una conmoción emocional y un sufrimiento no materiales. No se consideró que los padres del agresor hubieran cometido negligencia educativa alguna y, por tanto, no podían ser procesados.

## Secuelas
La pistola de marca Mauser pertenecía al padre del autor, aficionado al tiro. El perpetrador dijo que el motivo de sus actos era el acoso escolar, que venía sufriendo desde la escuela primaria.
Según compañeros del tirador que presenciaron el incidente, las secuelas emocionales del mismo fueron un completo fracaso. Según ellos, el incidente no se discutió en la escuela durante mucho tiempo. En cambio, el tiroteo en la escuela de Rauma suscitó un acalorado debate sobre el acoso en las escuelas, incluso en las secciones generales de los periódicos. En el debate público que siguió al incidente, se culpó ampliamente a la violencia televisiva del acoso escolar. El director de la escuela negó las acusaciones de que no se hubiera abordado el acoso sufrido por el tirador. Afirmó que el personal de la escuela no había tenido conocimiento de nada que sugiriera esto.
Según información de Iltalehti, el tirador se mudó desde entonces a vivir al extranjero.